# Captain Planet and the Planeteers (jeu vidéo)
Pour les articles homonymes, voir Captain Planet and the Planeteers.
Captain Planet and the Planeteers, aussi connu sous le titre Captain Planet, est un jeu vidéo d'action/plates-formes édité par Mindscape en 1991. Le jeu est sorti en plusieurs versions : une sur NES, une sur Amiga et Atari ST, une autre sur Amstrad CPC et ZX Spectrum, et une dernière sur Mega Drive. 
Le jeu s'inspire de la série d'animation Capitaine Planète.